# 瓦卢瓦领主列表

源于卡佩王朝的瓦卢瓦伯爵纹章

这是一份瓦卢瓦领主的列表。瓦卢瓦位于今法国上法兰西大区，在中世纪时这里是一块封建领地。

## 瓦卢瓦伯爵

### 瓦卢瓦-韦克辛-亚眠王朝
- 拉乌尔一世 915年-926年
- 拉乌尔二世 926年-943年
- 戈蒂埃一世 943年-992年
- 戈蒂埃二世 998年-1017年
- 拉乌尔三世 1024年-1038年
- 拉乌尔四世 1038年-1074年
- 西蒙·德·克雷皮 1074年-1077年 
  - 并入王室领地

### 加洛林王朝
- 埃贝尔四世 1077年-1080年

### 卡佩王朝
- 于格一世 1080年-1102年
- 拉乌尔一世 1102年-1152年
- 于格二世 1152年-1160年
- 腓力 1167年-1185年
- 埃莱奥诺拉 1185年-1214年
  - 并入王室领地
- 让-特里斯坦 1269年-1270年
  - 并入王室领地

### 瓦卢瓦王朝
- 查理一世 1286年-1325年
- 腓力一世 1325年-1328年 
  - 1328年成为法国国王
- 腓力二世 1344年-1375年
  - 并入王室领地

## 瓦卢瓦公爵

### 瓦卢瓦王朝
- 路易一世 1392年-1407年
- 查理 1407年-1465年
- 路易二世 1465年-1498年 
  - 并入王室领地
- 瓦卢瓦的玛格丽特
  - 并入王室领地

### 波旁王朝
均由奥尔良公爵兼任
- 加斯东 1626年-1660年
- 腓力一世 1660年-1701年
- 腓力二世 1701年-1723年
- 路易三世 1723年-1752年
- 路易·腓力一世 1752年-1785年
- 路易·腓力二世 1785年-1789年
- 路易·腓力三世      1703年-1723年